# Stempel (Adelsgeschlecht)

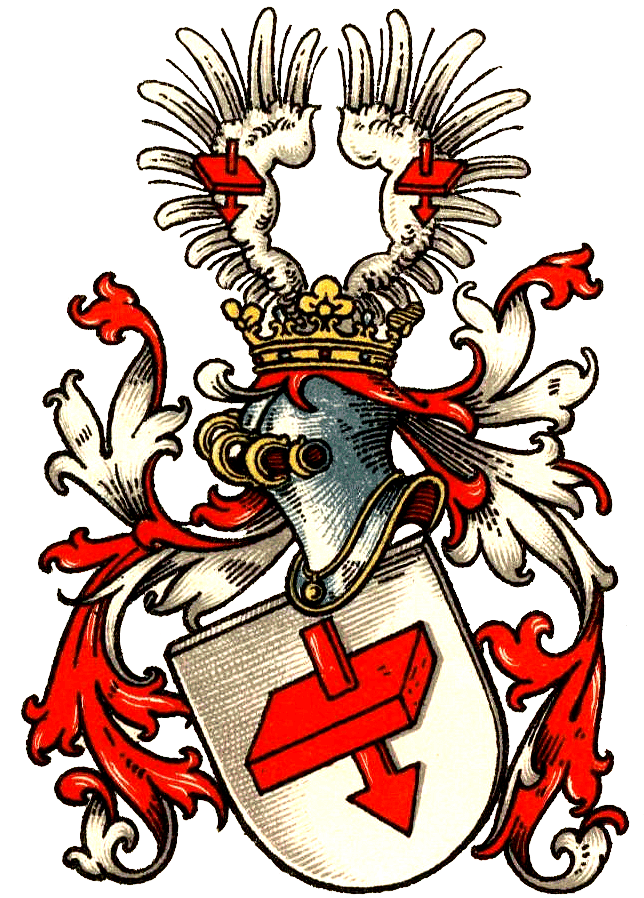
Wappen

Stempel, auch Stempell, ist der Name eines preußischen und kurländischen Adelsgeschlechts. Zweige der Familie bestehen gegenwärtig fort.

## Geschichte
Die Stempel gehören dem westfälischen Uradel des Fürstentums Osnabrück an und erschienen urkundlich zuerst mit Thidericus Stempel et filius ejus Johannes im Jahre 1203. Die durchgängige gesicherte Stammreihe des Geschlechts beginnt mit Otto von Stempel, urkundlich genannt 1620 und 1634, Herr auf Groß- und Klein-Elsken. Mit dem Deutschen Orden gelangte die Familie im 17. Jahrhundert ins Baltikum und nach Pommern, während es in der Stammheimat um 1670 erloschen ist. Otto Stempell wurde am 20. Juli 1634 bei der Kurländischen Ritterschaft immatrikuliert. Die russische Anerkennung des Barontitels für die kurländischen Familienzweige erfolgte am 10. Juni 1853 und 28. Februar 1862 durch Ukas des dirigierenden Senates. Die preußische Genehmigung zur Führung des Baronstitels wurde, nachdem zahlreiche Glieder des Geschlechts als Offizier in der preußischen Armee gedient haben und sowohl in Pommern als auch Ostpreußen umfänglicher und langjähriger Güterbesitz bestand, am 25. September 1903 erteilt.

## Stammtafel
Quelle: Genealogisches Handbuch der Freiherrlichen Häuser, Band XXI, C. A. Starke Verlag, Limburg an der Lahn 1999, S. 476–486.

### I. Linie (Elsken)
Stammvater: Nikolaus, † vor 1676.
1. Ast (Elsken)
Stammvater: Otto Georg, † 1660.
1. Zweig (Mangen)
Stammvater: Georg Kristoffer, * 1681, † 1738.
1. Haus (Ehnau)
Erloschen
Stammvater: Georg Christoph Fromhold, * 1729, † 1800.
1. Gideon Alexander Friedrich Baron v. Stempel, * Forstei Schlottenhof, Kurland, 1864, † Deutsch-Wusterhausen, Mark, 1937; ⚭ 9.11.1901 Amanda Eichhorn, * Schönsee, Westpreußen, 1874, † Luckenwalde, Mark,  1944.
  1. Herta Julie Sophie, * 1903, † 1984, ⚭ I. 1930 Wilhelm Borchmann, ⚭ II. 1941 Alfred Plötzer

2. Haus (Auermünde)
Stammvater: Nikolaus Ernst, * 1731, † 1806.
1. Georg Karl Baron v. Stempel, * Dubena, Kurland, 1790, † Bauske, Kurland, 1843; Kais. Richter in Bauske; ⚭ 1828 Wilhelmine (Minna) v. Grotthuß, * Bauske 1807, † 1880.
  1. Karl Georg Heinrich Baron v. Stempel, * Bauske, Kurland, 1833, † Cherson, Russland, 1873, Architekt; ⚭ Cherson 1856 Olga Florinsky, * Florinowka, Gouvt. Cherson 1837, † Saratow 1897 (orth).
    1. Alexander  Baron v. Stempel, * Florinowka, Gouvt Cherson, 1857, † Odessa 8.9.1909, Ingenieur u. Architekt; ⚭ Riga 1882 Harriet van Cammenga, * Riga 1861, † Odessa, um 1937, T.d. Handelsschiffskpt. Christian van Cammenga.
      1. Wladimir Baron v. Stempel, * Ananjew, Gouvt Cherson, 1883, † Lodz, Polen, 1951, Forstrat; ⚭ Stella Kieniewicz, † 1988
        1. Irena, * 1919, † Warschau, Polen, 1986; ⚭ Mieczyslaw Kalinowski, † 1983, Rechtsanwalt.

      2. Leonid Baron v. Stempel, * Ananjew, Gouvt Cherson, 1884, † St. Petersburg, 1900, russ. Marinekadett.
      3. Maria Baronesse v. Stempel, * Odessa, 1892, † Gießen, Deutschland 1976; ⚭ Paul von Ertzdorf – Kupfer, * Salingen, Kurland, 1889, † Gießen, 1969
        1. Xenia, † nach 1990

    2. Eugenia Baronesse v. Stempel * Alexondrowsk, Gouvt Cherson, 1859, † …; ⚭ … Wjatscheslaw Stepanowitsch Trofimov, Kais. Russ. Oberstlt d. Inf.
    3. Georg Baron von Stempel, * Cherson, 1862, † Wolmar, Livland 1917, Kais. russ. Oberstlt.; ⚭ Semidub, Podolien 26.04.1891 Pelagia Scharigin, * Pawlowsk, Gouvt Woronesch, 1873, † Varna 1956, T.d. Kais. russ. Oberstlts Josif Kirillovitsch Scharigin. u.d. Natalja Sacharow.
      1. Josef Baron v. Stempel * Lewjatino, Wolhynien, 1894, † USA, 1963; ⚭ Norwalk, Connecticut, USA, 1930 Eoline Sprague, * New York 1906, † 1988
        1. Tanya Baronesse v. Stempel, * Norwalk, USA, 1939; ⚭ Darien Connecticut 1959 David Tellman, * Traverse City, Michigan, USA, 1938, † Pine Knob Farm, New Hampshire, USA, etwa 2020.

      2. Nikolai Baron v. Stempel, * Basehuk, Wolhynien, 26.1.1886, † Bukarest, Rumänien, 30.3.1944, Ingenieur, Textildesigner; ⚭ Jalta 5.4.1920 Olga Ostroumow, * Moskau 8.07.1901, † Bukarest 24.6.1986, T. d. Alexander M. Ostroumow, Chemiker, Parfüm- und Kosmetikhersteller.
        1. Olga Baronesse v. Stempel, * Galatz, Rumänien 24.2.1931, † Hofheim, Deutschland 8.3.2012; ⚭ I. Bukarest 1954 Ulea Sorin, * Jassy, Rumänien 3.05.1925, † Bukarest, Rumänien, 2012, Kunsthistoriker; ⚭ II. Bukarest 15.11.1963 Dan Rascanu, * Jassy, Rumänien 1.04.1923, † Frankfurt a. M., Deutschland, 16.11.1989, ChemieIng. ⚭ III. Bad Soden, Taunus, Deutschland 16.12.1995 Emil Michel,* Offenbach a. M., Deutschland 16.12.1920, † Bad Soden, Taunus, 2002, kaufm. Angest.

      3. Olga Baronesse v. Stempel, * Radziwillow, Wolhynien, 1898, † Varna, Bulgarien; ⚭ Ivan Schostak, * Riga 1883, † Varna, 1956.
      4. Alexander Baron v. Stempel * Nowomirgorod, Gouvt Cherson, 1901, ⚔ Odessa 1918 im Bürgerkrieg, Kais. russ. Kadett.

  2. Georg Theodor Baron v. Stempel, * Bauske, Kurland, 1835, † Friedrichsstadt, Kurland, 1881, Kais. russ. Akzisebeamter in Friedrichstadt; ⚭ Riga 1863 Henriette Girard, * Riega 1840, † Mitau 1911.
    1. Viktor Theodor Kurt Baron v. Stempel, * Friedrichsstadt, Kurland 1881, ⚔ Girmen, Litauen 23.11.1919 im Bürgerkrieg, GenBevollm. auf Girmen; ⚭ Riga 16.2.1919 Meta v. Roeder, * Gawrilowka am Peipussee 1888, † Stuttgart 1950, T. d. Kgl. preuß. Fähnrichs a. D. Heinrich v. Roeder
      1. Ree - Curta Elise Baronesse von Stempel (posthuma), * Mitau 23.12.1919, † 17.3.2018; ⚭ Bourges, Frankr., 1941 Alexander Post. * Schönenberg bei Berlin 1909, † 1970.

3. Haus (Cartlow)
Stammvater: Gerhard Wilhelm, * 1735, † 1792. (vgl. Goth. Adel. Taschb. A 1938)
2. Zweig (Allmahlen)
Stammvater: Nikolaus Wilhelm, * 1648, † 1733.
1. Haus (Reggen)
Im Mannesstamm erloschen
Stammvater: Georg Gotthard, * 1723, † 1794.
1. Johann Nikolaus Eduard Arthur Eugen Baron v. Stempel, * Reggen, Kurland, 1827, † Planetzen, Kurland, 1863; ⚭ 1856 Pauline v. Behr, * 1837, † 1877.
  1. Arnold Julius Karl Oskar Baron v. Stempel, * Planetzen, Kurland, 1857, † Berlin - Zehlendorf 1924, cand. jur.; ⚭ Riga 1884 Millicent Spaigat, * Melbourne, Australien 1863, † Tesserete bei Lugano, Italien 1955.
    1. Benedictus Baron von Stempel, * Mitau, 1885, † Genf 1961, Dr. phil.

  2. Wilhelm Werner Paul Eduard Baron v. Stempel, * Reggen, Kurland, 1862, † Okten, 1914, Arrendador auf Popraggen u. Vizehden, Kr. Talsen; ⚭ Goldingen 1884 Barbara (Warinka) Baronesse v. Stromberg, * 1863, † Königsberg, Preußen 1920.
    1. Karl Wilhelm Ernst Baron v. Stempel, * Popragen, 1889, † Meudelfitz bei Hitzacker a.d. Elbe, 1956, OFörster; ⚭ I. Wilna 1914 Frieda Tittelbach, * Behrs - Würzau 1894, † Narwa 1916, T.d. Oswald Tittelbach u.d. Catharina Baronesse v. Grotthuß; ⚭ II. Dresden 1921 Hilda Baronesse v. Heyking, * Wendsen, 1890, ⚔ († nach erlittenen Misshandlungen) Schönwiese, Ostpreußen 15.12 1945, T.d. Nicolas Baron v. Heyking, u.d. Frances Hill. Kinder II. Ehe:
      1. Marie Luise Baronesse v. Stempel, * Gerdauen, Ostpreußen, 1922; ⚭ Offenbach a. M. 1953 Ralf v. Hirschheydt a.d.H. Kayenhof, Livland, * Riga, 1916, Pelzkaufm.
      2. Karl Sigmar Eckart Baron v. Stempel, * Domnau, Ostpreußen, 1925; ⚔ bei Pilau 20.4.1945, Funker

### II. Linie (Nitten)
Stammvater: Heinrich, urkundl. 1676.
1. Ast (Eckhoff)
Stammvater: Johann Gothard, † 1740.
1. Zweig
Stammvater: Christoph, * 1774, † 1823.
2. Zweig (Stablieten)
Stammvater: Reinhold, * 1775, † 1858.
1. Oskar Hermann Wilhelm Reinhold Kurt Baron v. Stempel, * Wittenheim-Sussey, Kurland, 1882, † Potsdam, 1945, Dr. jur. Präs. a. D. d. Deutsch. Landkreistages, Dir. bei der PräAbt. d. Rechnungshofes d. Deutschen Reiches, RRr d. JohO.; ⚭ Arnsberg 1912 Elfriede Pfeffer, * Schleswig 1893, † Wiesbaden 1990, T.d. Reg.Vizepräs. a. D. Emil Pfeffer u.d Elfriede Seyd.
  1. Otto Nikolai Christoph Alexander Baron v. Stempel, * Arnsberg 1913, † Bonn 5.1.2001, Gesandter a. D., RRr d. JohO. ⚭ Paris 4.12.1941 Donna Bianca Gutierrez, * Mailand 1907, † Rheinbach 1995, T.d. Schriftstellers u. Journalisten Don Beniamino Gutierrez u.d. Helene v. Wattenwyl.
    1. Marie Helene Blanche Baronesse v. Stempel, * Paris 1936; ⚭ 1958 Nikolaus v. Mach, * Göttingen 1920, Dr. jur. HauptverwRat a. D. bei der EU, Oberstlt.d. Res.
    2. Christoph Karl Nikolai Baron v. Stempel, * Aix-en-Provence, 1943, Dr. der Hydrogeologie ⚭ Tholey, Saarland 1973 Gertrud Schneberger, * Ottweiler, Saarland 1941, † Koblenz 1977, T.d. OVerwGerRats a. D. Albert Schneberger u.d. Josefine Frank.
    3. Alexander Johann Kurt Baron v. Stempel, * Bonn, 1955, Publizist;⚭ Twickenham, Grafschaft Middlesex, England 1980 Clare Brice Betts, * Syonpark, Grafschaft Middlasex, 1957, T.d. Publizisten Lionel Brice Betts u.d. Raffaela Borelli.

  2. Leonore Karla Elvire Wilhelmine Baronesse v. Stempel, * Berlin-Steglitz 1917; ⚭ Berlin-Schmargendorf 1948 Eberhard Auhagen,* Berlin 1908, † Palma de Mallorca 1980, Dr. med, Kinderfacharzt.
  3. Nikolai Kurt Paul Karl Baron v. Stempel, * Wirsitz 1919, † Hamburg 1989, Kaufm., KptLt a. D.⚭ Kiel 1947 Eva Weißhuhn,* Kiel 1922,† 1986, T.d. Kaufm. Friedrich Weißhuhn u.d. Else Höltzke.
    1. Karin Eva Leonore Baronesse v. Stempel, * Kiel 1948; ⚭ Taipai, Taiwan, 1974 Dieter Picquot, * Paris 1948, Hotelkaufm.
    2. Nikolai - Alexander Baron v. Stempel, * Kiel 1950, Kaufm.; ⚭ I. Celle 1980 Yvonne Mangin, * Caracas, Venezuela 1956 (gesch. 1984), T.d. Kaufm. Hans Jachim Mangin u.d. Jutt Hoene; ⚭ II. Düsseldorf 1989 Susanne Herrmann, * Düsseldorf, 1959 (gesch. 1993), T.d. Kaufm. Lothar Herrmann u.d. Dr. med. Marianne Haas; ⚭ III. Hamburg 1993 Christina Wolf, * Hamburg 1963, Kauffrau, T.d. Dipl.-SchiffsIng. Rainer Wolf u.d. Ingrid Ellmann. Zwei Kinder aus III. Ehe.

2. Ast
Stammvater: Wilhelm Ewald, † 1726.
1. Nikolai Leon Baron v. Stempel, * Poltawa 1861, † Aix-les-Bains, Frankr., Kais. russ. Gen. d. Kav.; ⚭ I. Pawlowsk 1888 Elisabeth Anossow (aus. russ. Adel), * St. Petersburg 1872, † im Bürgerkrieg verschollen Russland, 1918, T.d. Kais. russ. Khrn Nikolai Anossow u.d. Sophie Panfilow (aus. russ. Adel); ⚭ II. Katharina Fstin Maksutow; ⚭ III. Corinna Coffino. Kinder I. Ehe:
  1. Victor Baron v. Stempel, * Zarskoje-Sselo 1895, † Aix-les-Bains, Frankr vor 1984, Kais. russ. Lt; ⚭ I. St. Petersburg 1916 Maria v. Haartman, * St. Petersburg 1894, † Choisy-le-Roy 1925, T.d. Kais. russ. Gouvtssekr. Robert v. Haartman u.d. Olga Nikolajewna Poleschajew; ⚭ II. London 1928 Down (Aurore) Beaumont, * St.Leonards-on-Sea 1908, †…, T.d. Kgl. Großbrit. Hauptm. Percy Wentworth Beaumont u.d. Vera le Bas. Sohn II. Ehe:
    1. Michael Victor Joseph Walter Baron v. Stempel, * London 1929, Kgl. großbrit. Lt. A.D.; ⚭ I. London 1959 Maria Cristina Macdonald, T.d. Kgl. großbrit. FregKpt. Angus Carver Macdonald; ⚭ II. Francesca…; ⚭ III. 1984 Susan Wilberforce, * 1934, Architektin, T.d. Kgl. großbrit. Oberstlts William Basel Wilberforce u.d. Cecilia Dormer. Ein Sohn aus II. Ehe.

  2. Nina Baronesse v. Stempel, * Zarskoje-Sselo 1904, †…; ⚭ Boris Tschaplitz, Kais. russ. Lt (gesch.)

## Angehörige
- Nikolaus Christoph Ernst von Stempel (1754–1797), kurländischer Verwaltungsjurist und Landbotenmarschall[4]
- Gideon von Stempel (1791–1859), kurländischer Verwaltungsjurist, Landmarschall und Kanzler
- Karl von Stempel (1802–1869), russischer Generalmajor, hat sich im Kaukasus-Krieg hervorgetan
- Leopold Gabriel Reinhold Adolfowitsch von Stempel (ca. 1815 – nach 1878), 1859 russischer Wirklicher Staatsrat, bis 1862 Präsident des Kameralhofes in Olonez, 1864 russischer Generalmajor, bis 1878 beim Ministerium des Inneren
- Friedrich von Stempel (1829–1891), russischer Generalmajor, hat sich in der Turkestan-Kampagne hervorgetan
- Reinhold Franz Oskar von Stempel (1837–1919), russischer General der Kavallerie[5]
- Nikolai von Stempel (1861–1947), russischer Generalleutnant
- Michael von Stempel (1870–nach 1939), russischer Generalmajor
- Kurt von Stempel (1882–1945), preußischer Verwaltungsjurist und Landrat

## Wappen
Das Stammwappen zeigt als Redendes Wappen in Silber einen roten mittelalterlichen Siegelstempel. Auf dem rot-silbern bewulsteten Helm mit rot-silbernen Decken ein offener mit dem Schildbild belegter silberner Flug.

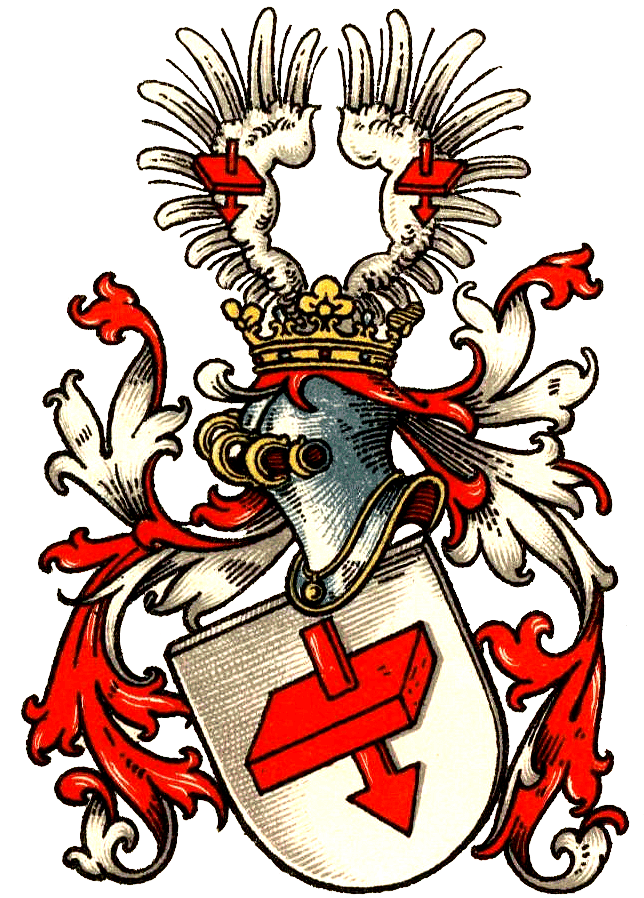
Wappen der Stempel im Wappenbuch des Westfälischen Adels
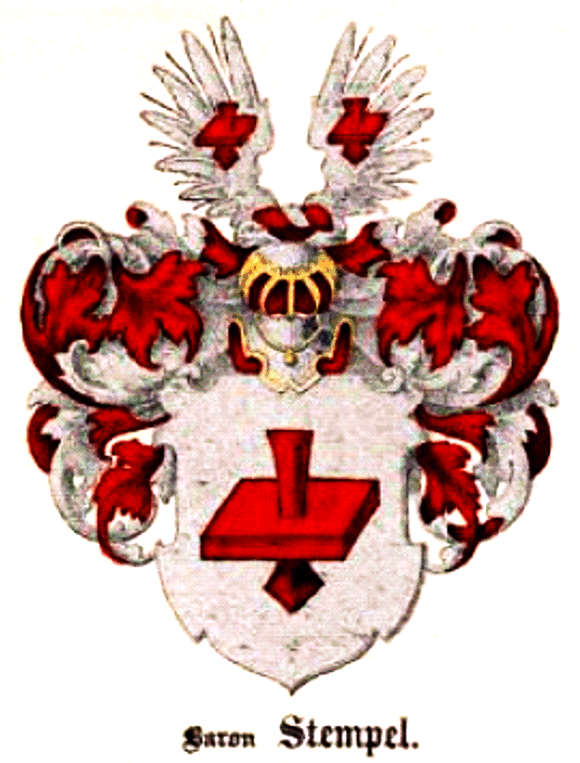
Wappen im Baltischen Wappenbuch, 1882
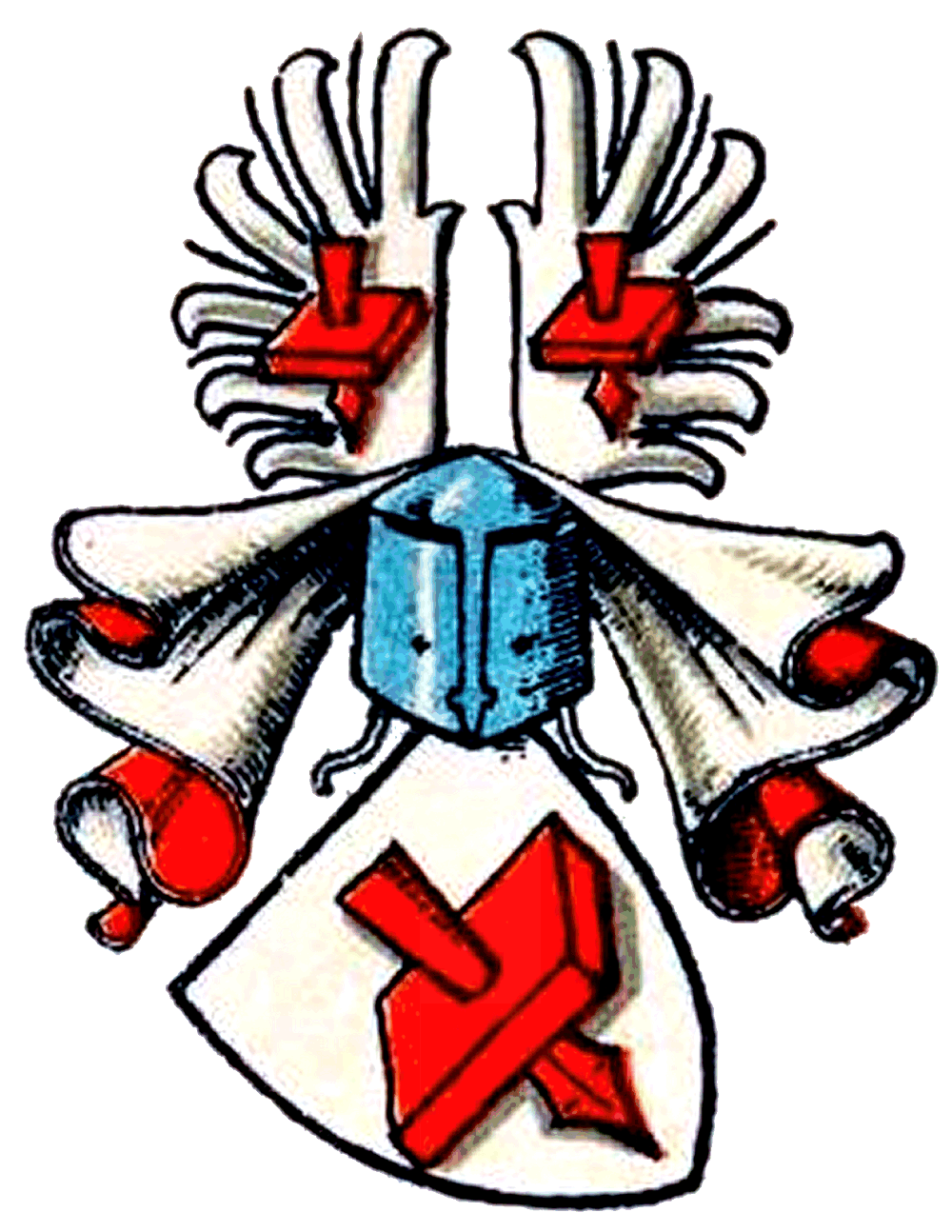
Wappen aus einer Wappensammlung auf Marken von Adolf Matthias Hildebrandt, 1900–1910